# Chiesa di San Lorenzo (L'Aquila)
La chiesa di San Lorenzo, oggi nota con il titolo di chiesa della Madonna di Loreto e popolarmente detta la Lauretana,  è un edificio religioso dell'Aquila, situato nel quarto di San Pietro.
Deve la sua realizzazione agli abitanti del castello di Pizzoli, che contribuirono così alla fondazione della città nel XIII secolo. Dal 1461 al 1785 ospitò le spoglie di sant'Equizio, qui trasferite dal monastero di San Lorenzo di Pizzoli ed oggi collocate nella chiesa di Santa Margherita. San Lorenzo rimase quasi totalmente distrutta dal terremoto dell'Aquila del 1703 e fu ricostruita, a partire dal 1807, con il nuovo titolo.

## Storia
L'edificazione di una chiesa ad opera dei castellani di Pizzoli è attestata sin dai primi anni successivi alla fondazione dell'Aquila, ma fu distrutta da Niccolò dell'Isola intorno al 1293. Venne ricostruita nel XIV secolo e costituì per lungo tempo uno degli edifici religiosi più grandi e importanti di tutta la città: il suo impianto con piedicroce a tre navate misurava infatti 66 braccia (circa 44 metri) in lunghezza e 28 (circa 19 metri) in larghezza. La chiesa si sviluppava parallelamente alle mura dell'Aquila con la facciata rivolta verso est su di una piazza con fontana, come da tradizione aquilana.
San Lorenzo subì danni modesti dal terremoto dell'Aquila del 1461, registrando soprattutto il crollo della torre campanaria, poi ricostruita all'inizio del XVI secolo. Il sisma aveva, inoltre, portato alla luce le spoglie di sant'Equizio nel monastero di San Lorenzo a Pizzoli; nonostante l'opposizione della comunità locale, il corpo del santo venne quindi trasferito nel San Lorenzo intra moenia, dove fu inizialmente collocato nella cripta e, successivamente, trasferito in un apposito mausoleo realizzato ad opera dei preturesi Ascanio Castagnola e Alessandro Ciccarone all'inizio del XVII secolo.
Il terremoto dell'Aquila del 1703 distrusse quasi completamente la chiesa, di cui sopravvisse parzialmente solo l'abside di sinistra in cui era il mausoleo di sant'Equizio. Nel 1784, stante lo stato di abbandono e degrado in cui versava San Lorenzo, la parrocchia venne trasferita nella chiesa di Santa Margherita a Forcella, rimasta orfana dei Gesuiti poiché questi ultimi erano stati espulsi dal Regno. L'anno seguente, anche il corpo di sant'Equizio venne traslato nella nuova parrocchia, venendo collocato nell'altare marmoreo della seconda cappella di destra.
Nel 1807, per volontà del conte Mignanelli, venne ricostruita una nuova chiesa utilizzando una porzione superstite del San Lorenzo; il nuovo edificio religioso, assai più modesto del precedente, venne titolato alla Madonna di Loreto, a cui era già dedicata una cappella della chiesa trecentesca. L'oratorio venne completato nei decenni successivi e consacrato solamente nel 1872. Nel XX secolo, la nuova Lauretana venne poi inglobata nel complesso attuale — sede di un centro di formazione giovanile — fatto costruire dalle suore di Maria Ausiliatrice.

## Descrizione
La chiesa è situata in piazza della Lauretana, nel locale di Pizzoli, all'interno del quarto di San Pietro. Nella sua conformazione originale, l'edificio religioso occupava tutto il sito dell'attuale Istituto delle Figlie di Maria Ausiliatrice, sviluppandosi lungo l'asse est-ovest con la facciata rivolta verso l'attuale Via e Arco di Pizzoli.
Il volume chiesastico è oggi totalmente inglobato nelle strutture dell'Istituto delle Figlie di Maria Ausiliatrice. Sulla piazza della Lauretana è riconoscibile solo la facciata a due ordini, suddivisi da cornice marcapiano, riproposta anche nell'edificio adiacente; questa è caratterizzata da un semplice portale architravato in pietra e dalla sovrastante finestra quadrangolare con bucatura e cornice a tutto sesto. Sulla destra è un campanile a vela.
L'interno presenta un'aula unica di forma rettangolare, interamente voltata a botte, suddivisa, mediante paraste aggettanti, in tre campate con presbiterio finale. Quest'ultimo presenta un arcosolio dipinto inserito all'interno di un tempietto con frontone ricurvo e spezzato.